# Porto di Charleroi

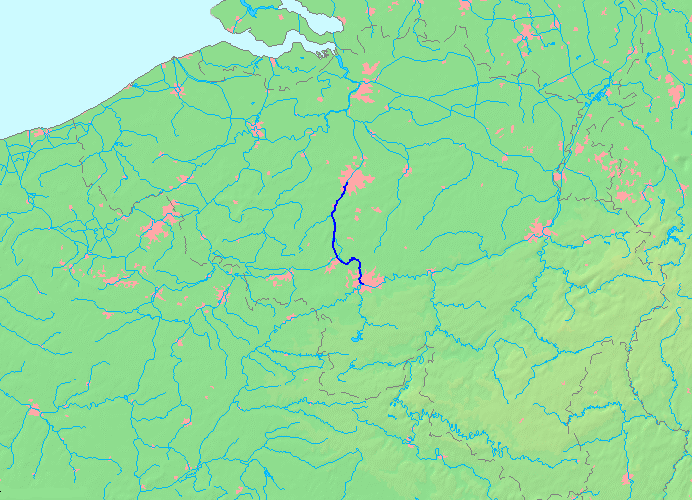
Posizione del Canale Charleroi-Bruxelles

Il porto di Charleroi (in francese: Port Autonome de Charleroi,, PAC) è un porto interno belga
Il porto, fondato nel 1971, si estende per 460 ettari, 30 km lungo il Sambre e il Canale Charleroi-Bruxelles. Su questo canale c'è il porto collegato alla rete fluviale fiamminga.
Il trasbordo marittimo del porto ha raggiunto 1 milione di tonnellate nel 1974, ma poi è costantemente diminuito fino al 1992. Nel 1992, circa 0,45 milioni di tonnellate furono movimentate sul lato dell'acqua. Tra il 1992 e il 2001, la movimentazione è aumentata a circa 2,5 milioni di tonnellate. Da allora, il trasbordo si è sistemato.
Nel 2006 sono stati movimentati 2.735 milioni di tonnellate di acqua nel porto di Charleroi. Il fatturato totale, compresi camion e treni, che è aumentato costantemente dalla sua fondazione, nel 2006 ammontava a circa 7 milioni di tonnellate. Minerali e materiali da costruzione (39%), combustibili solidi (24%) e prodotti metallurgici (20%) costituiscono il grosso del trasbordo.